# Juan Miguel de Esparza
Juan Miguel de Esparza (1712-1767) fue un funcionario de gobierno y militar de Buenos Aires durante el Virreinato del Perú.

## Biografía
Juan Miguel nació en Buenos Aires era hijo de Miguel Gerónimo de Esparza y de Antonia Cabral de Melo y Morales (porteños). El 14 de julio de 1755 contrajo matrimonio con su prima en tercer grado doña María Eugenia Sánchez Galianos.
Miguel Esparza fue designado por el Cabildo de Buenos Aires para realizar el censo de 1738, años después es elegido Alcalde en segundo voto, Alférez real, Tesorero y Regidor de la Ciudad de Buenos Aires.